# 京阪国際観光自動車
京阪国際観光自動車株式会社（けいはんこくさいかんこうじどうしゃ）は、かつて京都府京都市南区に拠点を置いていた貸切バス専業のバス事業者。

## 概説
1950年11月16日、京阪電気鉄道の出資により、国際自動車京都営業所の営業権・車両や敷地などの資産を譲り受けて設立された京都国際観光自動車（以下、「京都国際観光」と表記）が前身である。設立の時期は、折りしも第二次世界大戦終戦後、戦後の混乱も収まり、日本の国民生活にゆとりが生まれ、観光旅行なども行われるようになった時期である。当初は河原町松原に本社を置いていたが、1953年に車庫のある御池に移されている。
当初の車両数は15台で、これは当時京都府内で営業認可を得ていた観光バス車両の合計台数が76台であったことを考えれば大規模な貸切バス事業者であった。その後も事業拡大を進め、1957年には事業区域を京都府全域に拡大したが、1950年代後半には他府県からの観光バスの乗り入れや、京都府内の他の貸切バス事業者の増車などもあり（1960年末で京都府内の貸切バス認可台数は17社合計で386台となっていた）、他社との競争が激しくなっていた。
こうした競争の激化に対応するべく、京阪電気鉄道ではグループとしての合理化および競争力の強化を図るべく、1964年8月1日付で京阪宇治交通と琵琶湖汽船自動車京都営業所の貸切バス部門を譲受したため、京都国際観光は車両数79台と、当時の京都府内では最大の貸切バス事業者となった。
競争の激化は1960年代後半まで続くことになるが、名神高速道路の開通により、他府県からの観光バスの乗り入れがさらに増加、京都に拠点を置く貸切バス事業者は大手私鉄の傘下に入ったり、他社への事業譲渡を余儀なくされることになった。京阪グループも例外ではなく、京阪バスは1966年に貸切バスを10台に減車した。これにより、京都国際観光は京都府内の京阪グループでは唯一の貸切バス事業者となったことから、1966年11月に社名を京阪国際観光自動車に変更した。1967年には本社・車庫とも伏見区上鳥羽に移転している。この間、旧・京阪宇治交通の貸切免許の一時廃止により従業員51名及び貸切車両が同社より移籍された。
1960代後半は業績の向上がなかなか果たせず、1968年2月には減車の上60台体制となった。1970年には日本万国博覧会が開催されたため活況となったものの、翌年以降の需要の落ち込みに対しては、業務の多角化での対応を行う方針となり、主催ツアーの実施や、関連事業の拡大が行われることになった。
その後も京都における京阪グループ貸切バスの要として、修学旅行や社員旅行を中心に事業を継続していたが、1998年6月30日に事業廃止、解散となった。

## 車両
当初の車両は進駐軍輸送用の31人乗り車両であったが、その後車両の代替・増車が行われ、1955年にはすべて自社発注車で24台という規模となった。1952年には大型60人乗りの引き違い窓の車両（メトロ窓という通称から、「メトロ型」と呼ばれた）が導入されたほか、1955年にはリアエンジンバスを初めて導入、1959年以降はエアサス車両の導入も開始された。1962年には冷房車の導入を開始し、1975年までに全車両が冷房化された。
1976年には主に主催ツアー用として、固定窓の30人乗りセミデッカー「SP30」を5台投入、その後は一般の貸切車でもセミデッカー車が導入されるようになった。1987年にはスーパーハイデッカーを初めて導入している。
1959年までは全車両がいすゞ車であったが、以後は三菱・日野車を中心に導入していた。また、当初は三菱・日野車とも富士重工車体を架装していたが、1987年に導入した日野車はメーカー純正車体での導入となり、1989年以降はすべて純正車体での導入に変更された。
バス車体に書かれていたロゴは「KISB」、正面の社名灯は「京阪国際」と表記されていたが末期の塗装では「KISB」は省略された。
廃業後は、同社の車両は全国各地の事業者に譲渡された。旧・琵琶湖汽船交通（汽船バス）及び旧・京阪宇治交通（現在両会社とも会社解散）のほか、京福電鉄、福井交通、旧・京都交通、京都ヤサカ観光バス、大阪観光、旧・中国バス、しまなみバス開発（現:瀬戸内しまなみリーディング）、本四バス開発等の事業者に引き継がれた。旧・京都交通に譲渡された車両は廃業時に京阪京都交通に引き継がれ、しまなみバス開発に譲渡された車両は本四バスに移籍した車両もある。

## 参考資料
- バスジャパン・ハンドブックシリーズ「17 京阪バス・京阪宇治交通・京阪国際観光自動車」 1993年
- 「地域とともに六十年」 旧・京阪宇治交通社史 1983年